# Подлесное (Харьковская область)
Подлесное (укр. Підлісне) — село,
Шелестовский сельский совет,
Коломакский район,
Харьковская область, Украина.
Код КОАТУУ — 6323281008. Население по переписи 2001 года составляет 51 (22/29 м/ж) человек.

## Географическое положение
Село Подлесное находится примыкает к сёлам Цепочкино и Пащеновка, на расстоянии в 2 км расположено село Шелестово. К селу примыкает большой лесной массив (дуб).
Рядом с селом проходит железная дорога, станция Платформа 80 км.

## История
В 1946 г. Указом ПВС УССР хутор Новый Париж переименован в Подлесной.